# 李琦 (画家)
李琦（1928年—2009年8月26日），山西平遥人，现代中国画家。中国美术家协会会员，中央美术学院教授，曾任中央美术学院中国画系主任，亦以其画作《主席走遍全国》一度知名于民间。
2009年8月26日病逝于北京。